# Henri Hérissey
 (octobre 2024).
Si vous disposez d'ouvrages ou d'articles de référence ou si vous connaissez des sites web de qualité traitant du thème abordé ici, merci de compléter l'article en donnant les références utiles à sa vérifiabilité et en les liant à la section « Notes et références ».
Henri Eugène Hérissey, né le 13 mai 1873 à Évreux où il est mort le 29 janvier 1959, est un chimiste et pharmacien français.
Agrégé de la faculté de pharmacie de Paris et pharmacien des hôpitaux de Paris, Henri Hérissey était également membre de l’Académie nationale de pharmacie et de la Royal Pharmaceutical Society of Great Britain.

## Œuvres
- Sur la pectine de groseille à maquereau (Ribes grossularia L.), avec Émile Bourquelot, dans le Journal de Pharmacie et de Chimie, 6e série, tome 9, Paris, Octave Doin, 1899, pp.81-286
- Recherches chimiques et physiologiques sur la digestion des mannanes et des galactanes, thèse présentée à la faculté de sciences de Paris pour obtenir le grade de docteur ès-sciences naturelles, Lille : Le Bigot frères, 1903, 87 p.
- Altérations et conservation des médicaments chimiques et galéniques, Paris, 1909
- Synthèse de galactosides d'alcools à l'aide de l'émulsine : éthylgalactoside bêta, avec Émile Bourquelot, 1912
- Exposé des titres et des travaux scientifiques de Henri Hérissey, agrégé près la Faculté de pharmacie de Paris, pharmacien des hôpitaux de Paris, Lons-le-Saunier, Lucien Declume, 1925, réimpr. 1980
- Oxydation du diméthyldéhydrodiisoeugénol et de la diméthyldéhydrodivanilline, avec G. Doby, Paris, O. Doin, 1909
- Sur le déhydrodicarvacrol, avec H. Cousin, Paris, O. Doin, 1910
- Sur le lusitanicoside, hétéroside extrait du laurier de Portugal ”Cesarus lusitanica” Lois. et sur quelques autres principes immédiats de cette dernière plante, Paris, Masson, 1942